# Pietro Quaroni

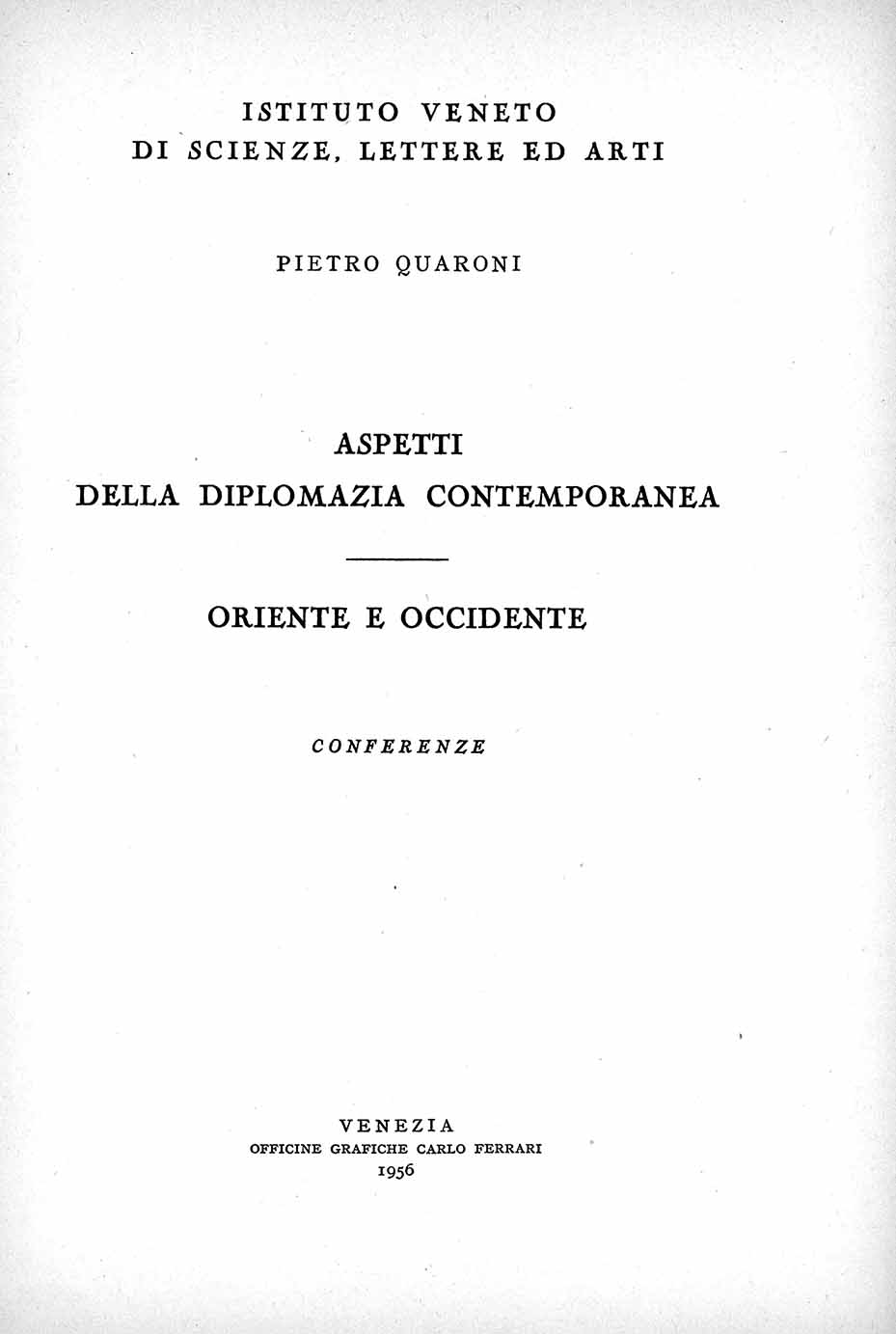
Aspetti della diplomazia contemporanea, 1956

Pietro Quaroni (* 3. Oktober 1898; † 11. Juni 1971) war ein italienischer Diplomat.
Pietro Quaroni begann seine diplomatische Laufbahn im Jahr 1920 und war in den ersten zwölf Jahren in Konstantinopel, Argentinien, Russland und Albanien akkreditiert.
1935 ging er als Generalkonsul nach Saloniki, 1936 als Botschafter nach Kabul. 1943 wurde er Vertreter der italienischen Regierung in Moskau und später Botschafter. 1946 war er Mitglied der italienischen Delegation bei der Friedenskonferenz. 1947 wurde er italienischer Botschafter in Paris, danach in Bonn und London.
Seit 1964 war er Präsident der RAI. 1966 wurde Quaroni der Orden wider den tierischen Ernst des Aachener Karnevalvereins verliehen.
Sein Sohn Alessandro Quaroni wurde später ebenfalls als Diplomat tätig.

## Veröffentlichungen
- Diplomaten unter sich. Erinnerungen eines Botschafters. Frankfurt am Main 1954
- Diplomatengepäck. Aufzeichnungen eines Botschafters. Frankfurt am Main 1956
- Die Stunde Europas. Frankfurt am Main 1959
- Die kulturelle Sendung Italiens. Köln 1960
- West und Ost in Europa. Frankfurt am Main 1965
- Russen und Chinesen. Die Krise der kommunistischen Welt. Frankfurt am Main 1968

| Personendaten    | Personendaten          |
| ---------------- | ---------------------- |
| NAME             | Quaroni, Pietro        |
| ALTERNATIVNAMEN  | Latinus (Pseudonym)    |
| KURZBESCHREIBUNG | italienischer Diplomat |
| GEBURTSDATUM     | 3. Oktober 1898        |
| STERBEDATUM      | 11. Juni 1971          |